# Polythrena pallida
Polythrena pallida là một loài bướm đêm trong họ Geometridae.